# Piotrawin (powiat opolski)
Piotrawin – wieś w Polsce położona w województwie lubelskim, w powiecie opolskim, w gminie Łaziska.
Wieś kapituły krakowskiej w powiecie urzędowskim województwa lubelskiego w 1786 roku.
W latach 1975–1998 miejscowość należała administracyjnie do ówczesnego województwa lubelskiego.
Wieś stanowi sołectwo w gminie Łaziska.
Niedaleko od Piotrawina w miejscowości Kaliszany-Kolonia znajduje się nieczynny kamieniołom. Pozostałością po nim jest stromy brzeg Wisły ze skały wapiennej (ok. 40 m), który stanowi punkt widokowy na Małopolski Przełom Wisły. 
W Piotrawinie znajduje się parafia św. Tomasza Apostoła i św. Stanisława, erygowana wg tradycji w 1050.

## Historia
Wieś Piotrawin po raz pierwszy była wzmiankowana w 1250 r. i jest ściśle związana z legendą i kultem św. Stanisława biskupa. W 1252 roku wydano dokument, w którym Bolesław Wstydliwy potwierdził posiadanie komory celnej w Piotrawinie. Pierwszy, jeszcze drewniany, kościół w Piotrawinie zbudowano przed 1253 r. W 1310 roku Władysław Łokietek przekazał Piotrawin wraz z "przynależnościami i wszystkimi prawami, po wieczne czasy katedrze krakowskiej jako ofiarę dla świętego Stanisława", w ten sposób miejscowość przestała być własnością państwową i stała się kościelną. Własnością kapituły krakowskiej Piotrawin był aż do 1865 roku. Istnienie parafii udokumentowane źródłowo od 1326 r., ale wg tradycji pierwsza świątynia miała tu istnieć już w XI wieku.  W sposób pewny istnienie kościoła w latach 1325-1374 potwierdzają rejestry świętopietrza, jednak był to jeszcze kościół drewniany.
W latach 1440–1441 wybudowano tu kościół gotycki i kaplicę z inicjatywy biskupa Zbigniewa Oleśnickiego. W 1671 w Piotrawinie istniał zespół budynków Canonicorum Collegium. Miasteczko zostało w znacznym stopniu zniszczone w czasie walk w 1944 roku.

## Średniowieczny ośrodek pielgrzymkowy
Piotrawin był od średniowiecza znanym ośrodkiem pielgrzymkowym związanym z cudem wskrzeszenia rycerza Piotra Strzemieńczyka, jakiego w 1079 roku miał tu dokonać św. Stanisław, a co opisał między latami 1230 a 1266 Wincenty z Kielczy. Według owego przekazu biskup Stanisław kupił od rycerza Piotra Strzemieńczyka wieś Piotrawin. Spadkobiercy Piotra zakwestionowali legalność nabycia dóbr. Nieprzychylny biskupowi król Bolesław Śmiały popierał spadkobierców, dlatego aby udowodnić legalność zakupu biskup Stanisław wskrzesił zmarłego Piotra, spoczywającego już ponad 2 lata w grobie, a ten zaświadczył o prawidłowym przebiegu transakcji.
W związku z tym wydarzeniem na terenie Piotrawina z inicjatywy biskupa krakowskiego Zbigniewa Oleśnickiego zbudowano około 1440 roku Sanktuarium św. Stanisława z gotyckim kościołem i kaplicą.

## Zabytki
- Kościół św. Tomasza i św. Stanisława BM z lat 1440-1441 w stylu gotyckim. W latach 1770–1772 rozpoczęto rozbudowę kościoła z inicjatywy biskupa Kajetana Sołtyka według projektu Ferdynanda Naxa, nie zakończono jej. W 1869 r. dobudowano neogotycką zakrystię i kruchtę. Podczas działań wojennych w 1915 i w 1944 roku kościół został uszkodzony. Pierwotnie kościół był pokryty dachówką ceramiczną, a nie blachą. W 2010 roku kościół wyremontowano za kwotę 3 mln zł, z czego Unia Europejska przekazała 2,4 mln zł[10].
  - tablica fundacyjna z 1440 roku w północnej ścianie upamiętniająca budowę świątyni
  - ołtarz główny z XVIII wieku w stylu barokowym
  - obraz z początku XVII wieku przedstawiający św. Stanisława, prowadzącego Piotra Strzemieńczyka do króla Bolesława Szczodrego
  - rokokowa chrzcielnica z XVIII wieku
  - głowice jońskie z lat 1770-1772 na zewnątrz kościoła, których nie zdążono wykorzystać przy rozbudowie kościoła w XVIII wieku
  - kapa z Piotrawina
- Kaplica gotycka z lat 1440-1441, przebudowana w 1858 roku. Zbudowana nad grobem wskrzeszonego rycerza Piotra, fundacji biskupa Zbigniewa Oleśnickiego. Portale w kaplicy są datowane na rok 1640 – ufundował je Szymon Kołucki, prepozyt gnieźnieński, kustosz płocki, kanonik krakowski i rektor piotrawiński. Kaplica przebudowana między 1620-1640 rokiem (zmiana kształtu dachu, likwidacja szczytów, budowa portali), remontowana w 1798 i w 1858, gdy ją regotycyzowano podwyższając ściany, wymieniając sklepienia i przywracając dwuspadowy dach i szczyty
- dzwonnica późnobarokowa z 1791 roku, przykryta jest dachem w typie krakowskim
- dwór klasycystyczny – dawny pałacyk biskupów krakowskich, w XIX wieku plebania. Rozbudowany na dwór pod koniec XIX wieku. Obecnie hotel „Pałac Piotrawin”
- plebania z 1904 r.

- Zabytkowy kościół i kaplica w Piotrowinie

"Zabytkowy
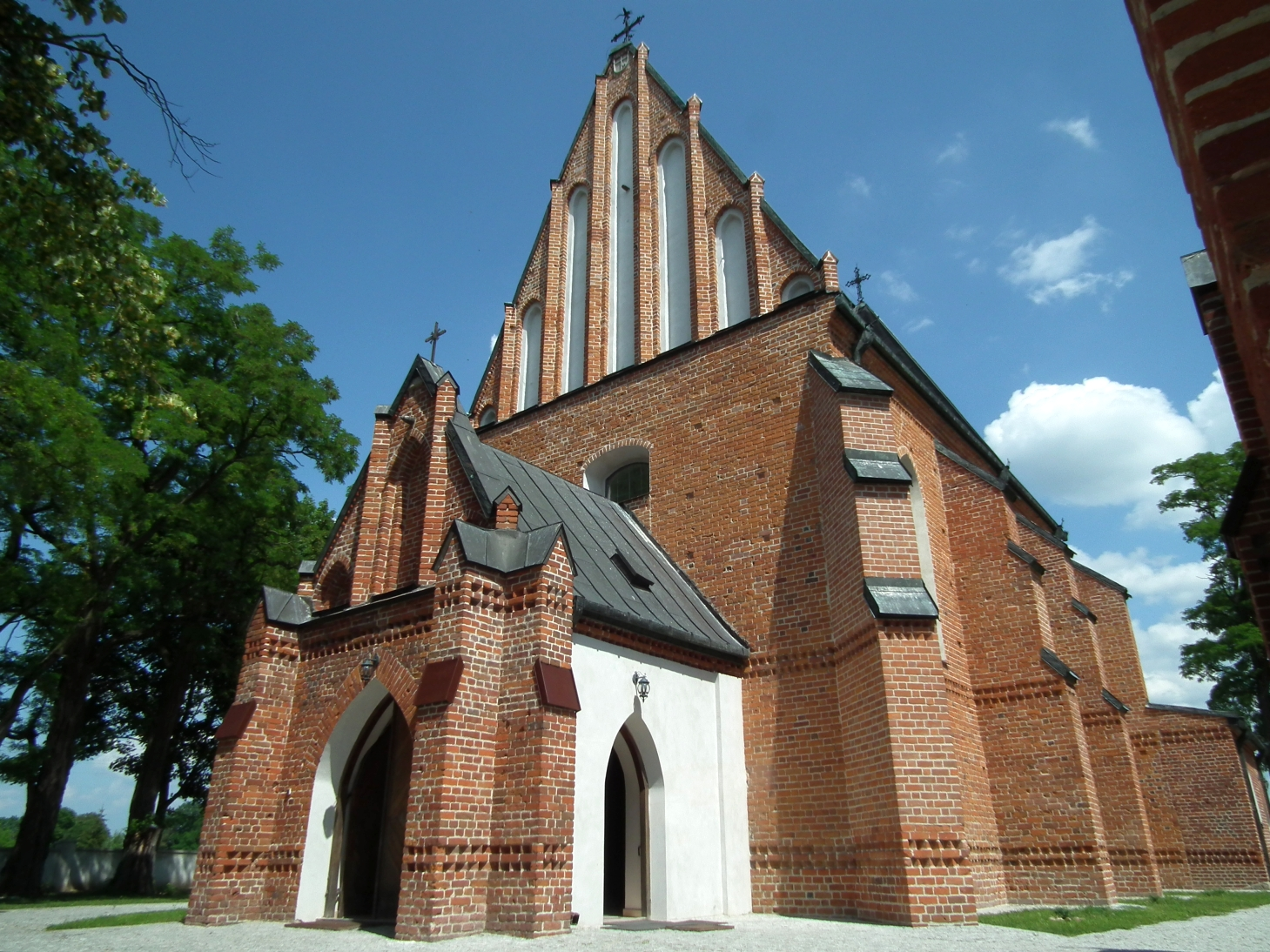
Fasada frontowa z kruchtą XIX w,
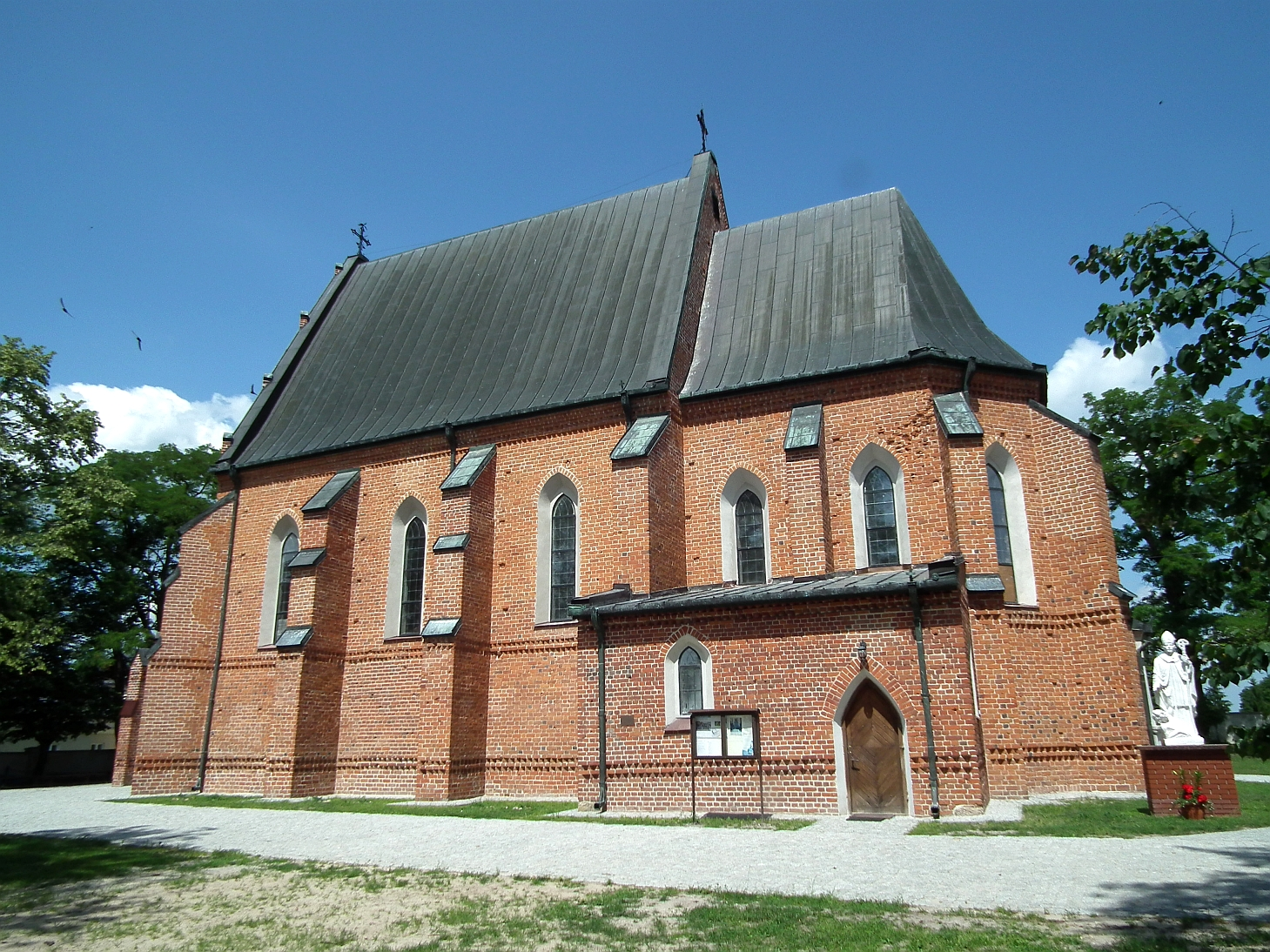
Widok z boku
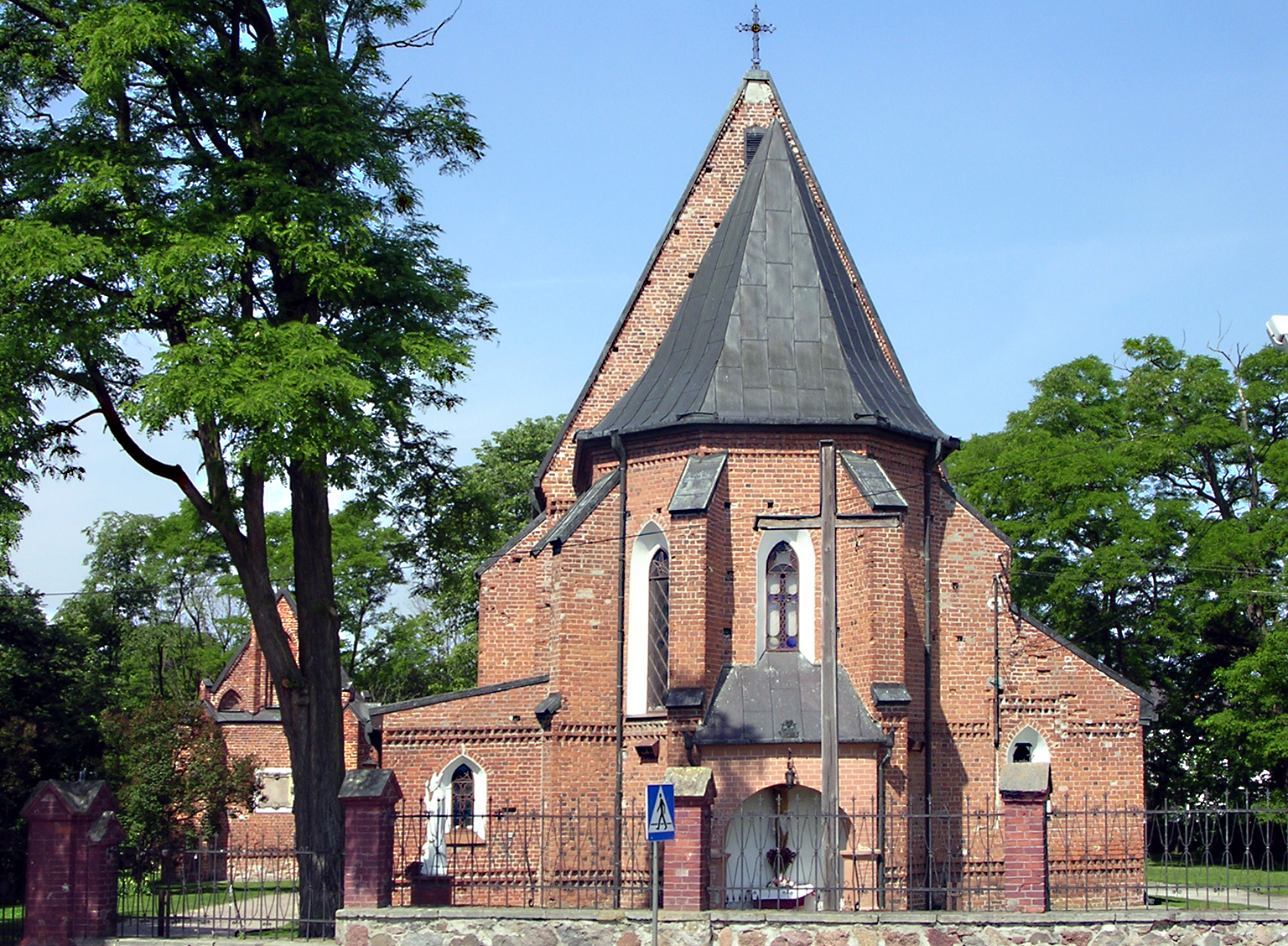
Widok od strony prezbiterium
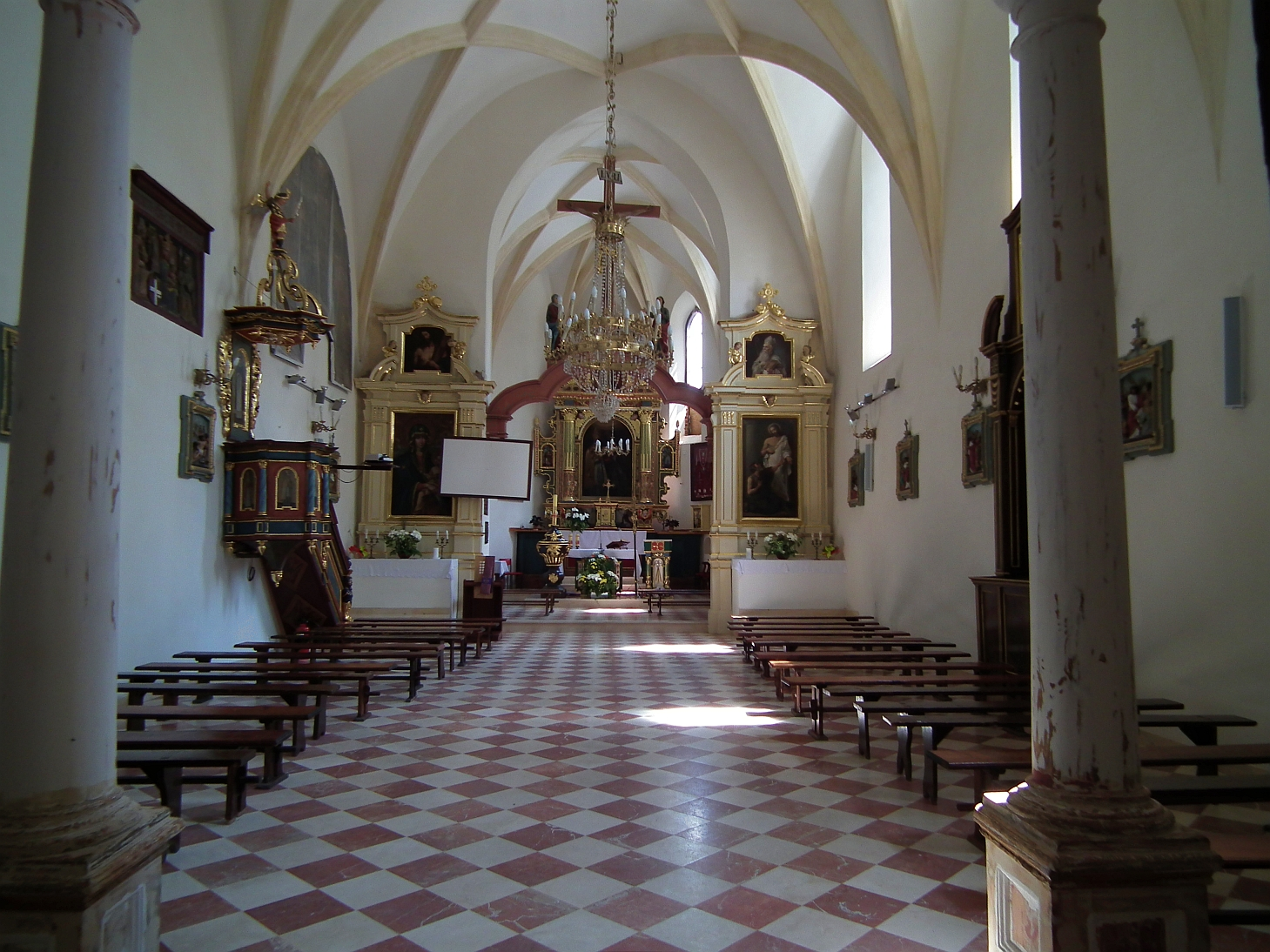
Wnętrze kościoła
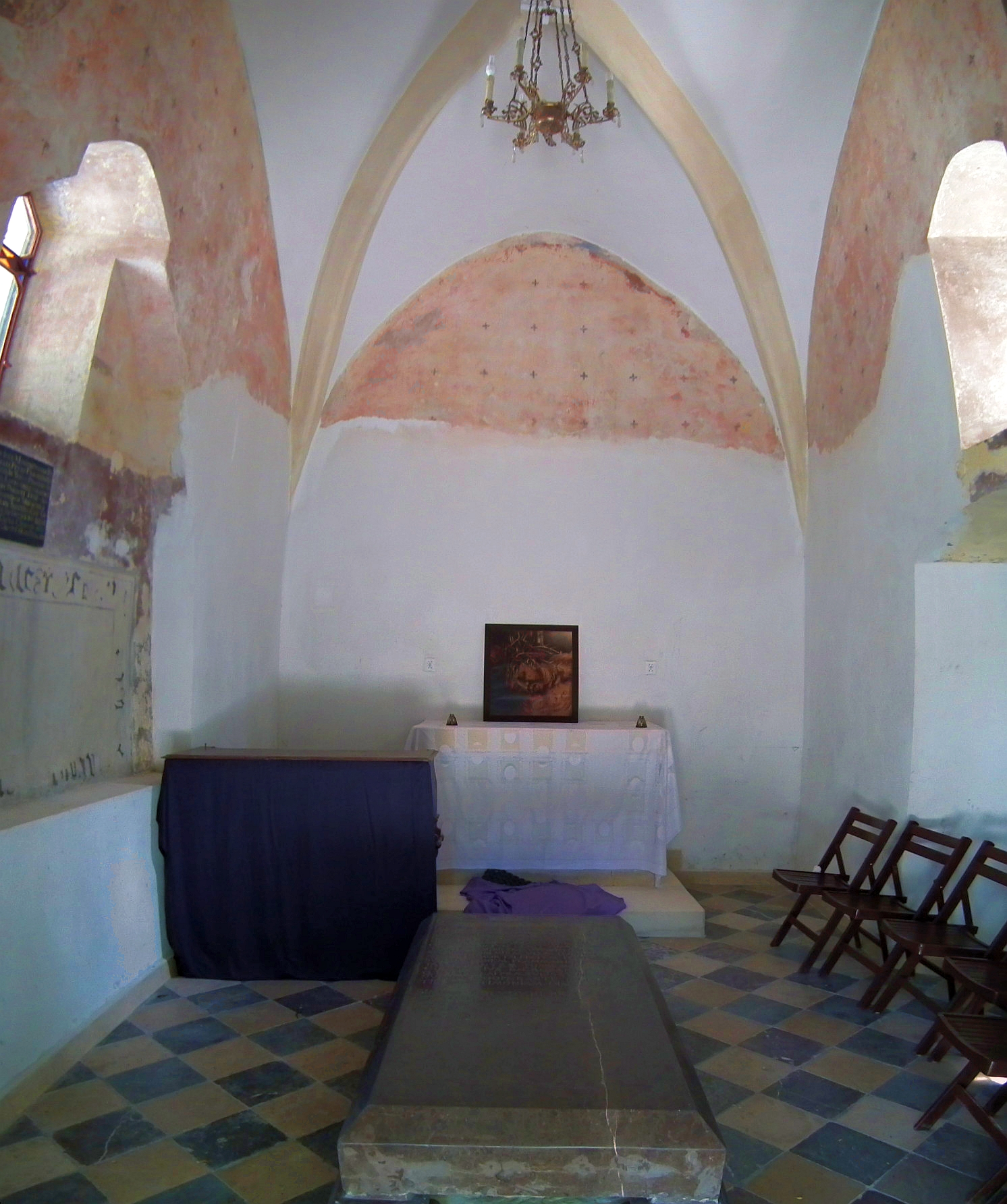
Wnętrze gotyckiej kaplicy
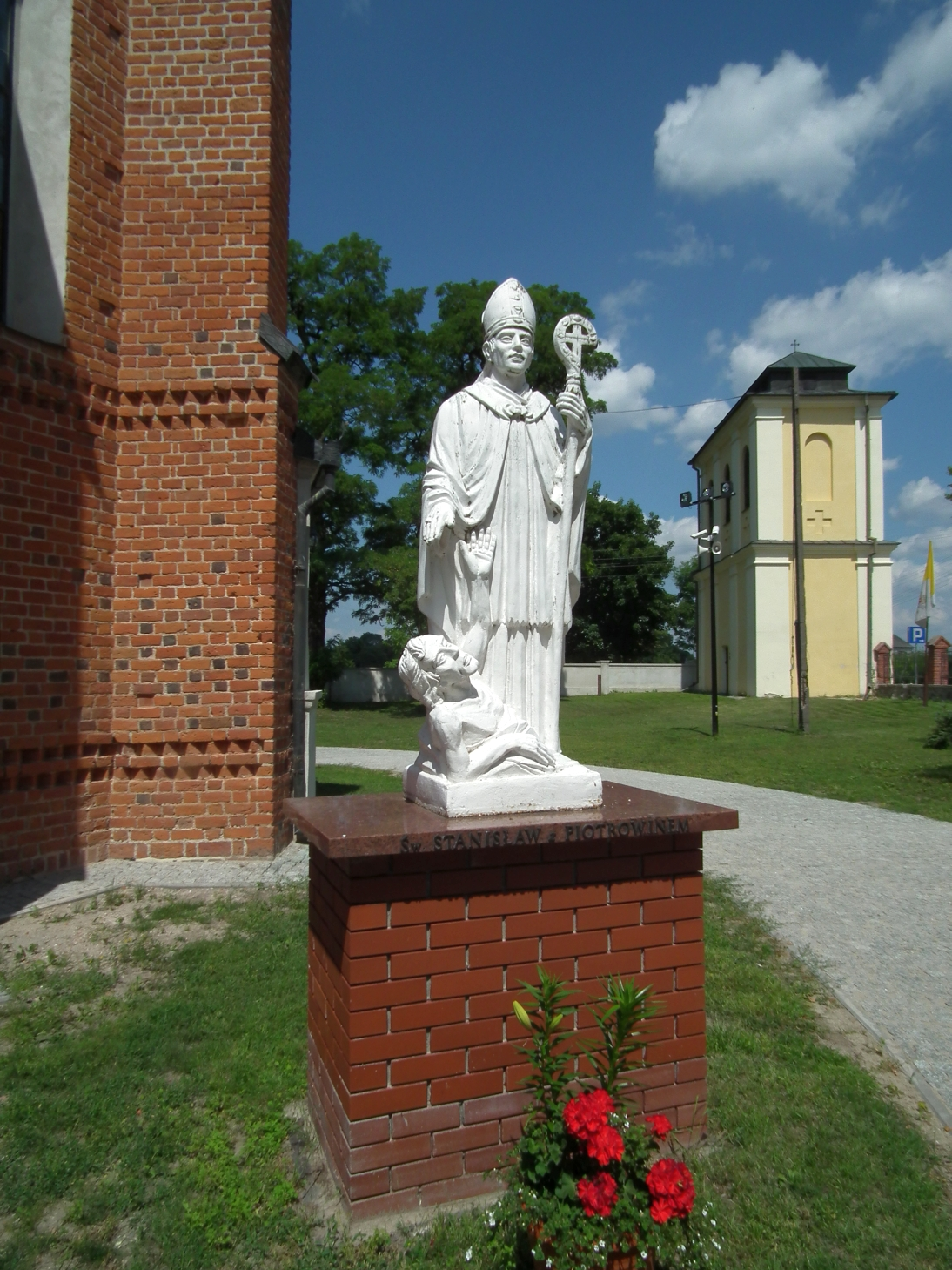
Figura św. Stanisława i dzwonnica